# Arachnocephalus medvedevi
Arachnocephalus medvedevi är en insektsart som beskrevs av Andrej Vasiljevitj Gorochov 1994. Arachnocephalus medvedevi ingår i släktet Arachnocephalus och familjen Mogoplistidae. IUCN kategoriserar arten globalt som akut hotad. Inga underarter finns listade i Catalogue of Life.